# Iraj Danaifar
Iraj Danaiyfar (Danaeifard ou Danaifar) (persan : ايرج دانايي فرد) est un footballeur international iranien né à Téhéran, le 11 mars 1951 et mort le 12 décembre 2018 à Shiraz.

## Biographie
Iraj Danaiyfar est le fils d'Ali Danaifar, un des fondateurs du club iranien d'Esteghlal Téhéran.
Jouant comme milieu de terrain, il fut international iranien à 17 reprises entre 1977 et 1980, pour 3 buts. Il participa à la Coupe du monde 1978, en Argentine et à la Coupe d'Asie des Nations de football en 1980. En Argentine, il inscrit le premier but de l'Iran en Coupe du monde de football, à la 60e minute, contre l'Écosse (1-1), dispute deux matchs sur 3, contre l'Écosse et le Pérou. 
Il participa aussi à la Coupe d'Asie des nations de football 1980, au Koweït. L'équipe termina troisième, battant la Corée du Nord (3-0).
Au niveau des clubs, il joua en Iran (Esteghlal Téhéran, Oghab Téhéran, PAS Téhéran FC), remportant un titre de champion d'Iran et une Coupe d'Iran et aux États-Unis (Tulsa Roughnecks), où il obtient un titre de champion des États-Unis.

## Palmarès
- Championnat d'Iran de football
  - Champion en 1976
- Coupe d'Iran de football
  - Vainqueur en 1977
- North American Soccer League
  - Vainqueur en 1983